# Stählibuck
Der Stählibuck (Landeskarte der Schweiz: Stäälibuck) ist ein bewaldeter Höhenzug östlich der Thurgauer Kantonshauptstadt Frauenfeld. Als Horstberg der Molasse ist er mitverantwortlich für das Landschaftsbild nach dem Rückzug der Gletscher der Würmeiszeit. Auf dem Kulminationspunkt steht der Stählibuckturm, ein 26,8 Meter hoher Aussichtsturm in Stahlfachwerkbauweise. Von der Aussichtsplattform bietet sich eine Rundsicht ins Thurtal, den Seerücken, den Immenberg mit dem Schloss Sonnenberg, das Murgtal und die Stadt Frauenfeld. Bei klarem Wetter hat man die Gebirgskette der Alpen im Blickfeld. Der Blick reicht von den Allgäuer Alpen über den Alpstein, die Glarner Gipfel bis zu den höchsten Berner Alpengipfeln.

## Name
In älteren Aufzeichnungen findet man die Schreibweise Stälibuck. Anders jedoch als Stählibuck, in allen neueren Beschriftungen. So auch die Beschriftung der Panoramatafel auf der Plattform des Aussichtsturmes.

## Geschichte

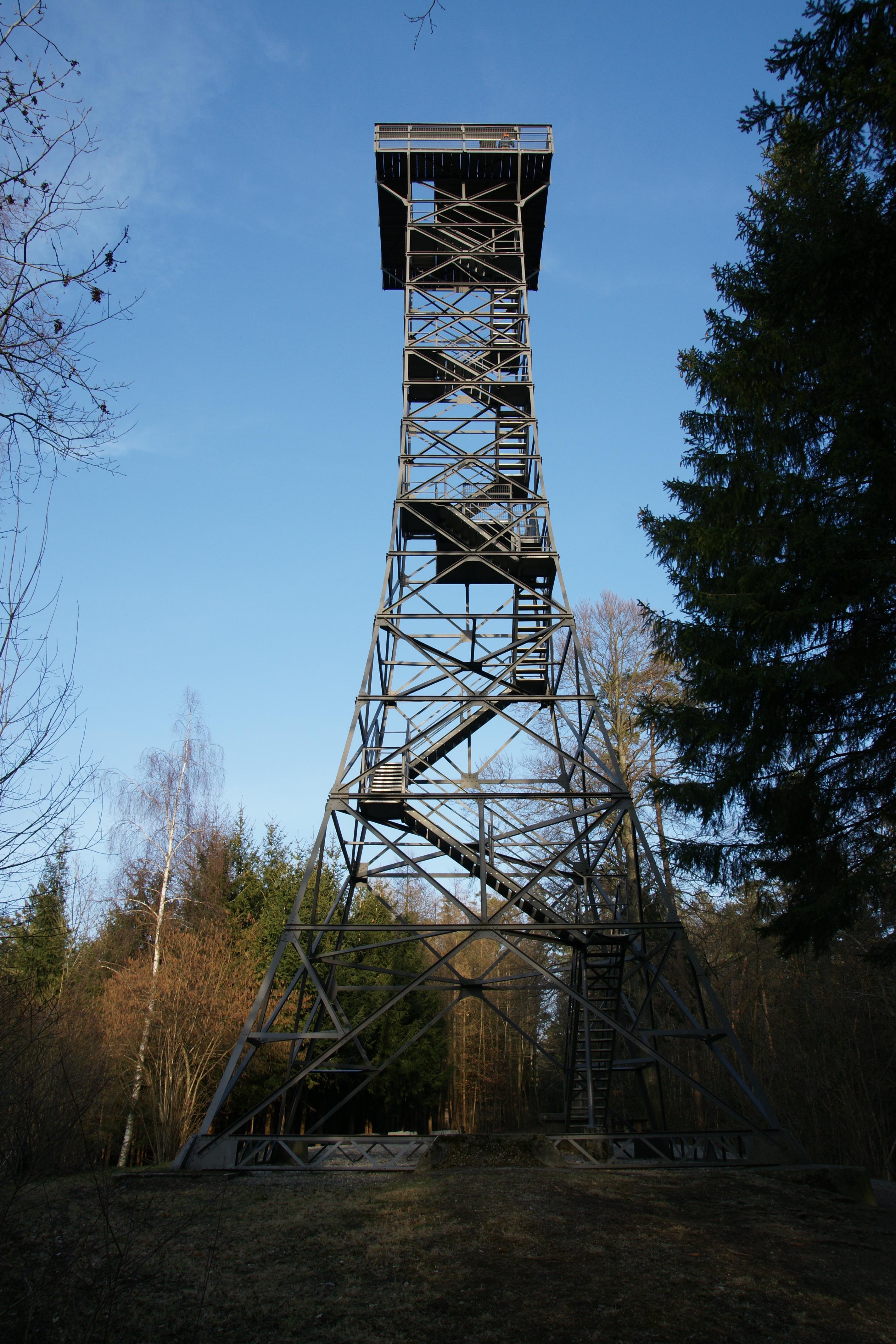
Stählibuckturm

Der Stählibuckturm wurde 1908 auf Initiative des Verkehrsvereins Frauenfeld (VVF) auf 653 m ü. M. errichtet. Der 26,8 Meter hohe Turm hat 148 Tritte und gehört zu den ältesten Aussichtstürmen in Stahlfachwerkbauweise in der Schweiz.

## Routen
Der Stählibuck ist von allen Seiten auf Wanderwegen leicht zu erreichen.